# Garh Maharaja
Garh Maharaja (en ourdou : گڑھ مہاراجہ) est une ville pakistanaise située dans le district de Jhang, dans la province du Pendjab. C'est la troisième plus grande ville du district. Elle est située à moins de 20 kilomètres à l'ouest de Shorkot et à 65 kilomètres à l'est de Chowk Azam.
La population de la ville a été multipliée par plus de trois entre 1972 et 2017 selon les recensements officiels, passant de 9 905 habitants à 36 409. Entre 1998 et 2017, la croissance annuelle moyenne s'affiche à 2 %, inférieure à la moyenne nationale de 2,4 %. Selon le recensement de 2023, la population de la ville monte à 42 401 habitants.
|            | 1972 (rec.) | 1981 (rec.) | 1998 (rec.) | 2017 (rec.) | 2023 (rec.) |
| ---------- | ----------- | ----------- | ----------- | ----------- | ----------- |
| Population | 9 905       | 16 233      | 25 094      | 36 409      | 42 401      |